# Liste der ehemaligen Bundesstraßen Österreichs
Die Liste der ehemaligen Bundesstraßen Österreichs enthält nur die ehemaligen Bundesstraßen B, welche sich nun als Landesstraßen B in der jeweiligen Landesverwaltung befinden.
Am 30. Juli 1949 erließ das Bundesministerium für Handel und Wiederaufbau eine Verordnung über die Nummerierung der Bundesstraßen. Dieses Nummernverzeichnis umfasste ursprünglich die Bundesstraßen 1 bis 203. Die Nummern 11–15, 26–30, 41–45, 55–60, 71–75, 86–90, 101–105, 116–120, 131–135, 146–150, 160–165, 176–180 und 191–195 wurden als Platzhalter für zukünftige Netzerweiterungen reserviert.
Stand: August 2016 für niederösterreichische Anteile, Umlegungen und Auflassungen von Teilstücken sind nicht wiedergegeben, Interpunktionen ergänzt, Abkürzungen teilweise ausgeschrieben und Rechtschreib-/Tippfehler korrigiert. Kilometerangaben sind ohne Kommastellen laut NÖ Landesstraßenverzeichnis.

## Liste
| Nr.   | Name                                                    | Anfangs- und Endpunkt | Länge (km) |
| ----- | ------------------------------------------------------- | --- | ---------- |
| B1    | Wiener Straße                                           | Wien–Linz–Salzburg–Walserberg-( in Bayern); früher Fortsetzung in Tirol und Vorarlberg bis Bregenz zur deutschen Staatsgrenze                                                                     | 325,9      |
| B1a   | Wiener Straße Abzweigung St. Pölten                     | St. Pölten (B 1)–St. Pölten (S 33) | 003,0      |
| B1b   | Wiener Straße Abzweigung Linz                           | Linz (B 1)–Linz (A 7) | 001,2      |
| B2    | Waldviertler Straße                                     | Schöngrabern (B 303)–Neu-Nagelberg-( in Tschechien); früher B 303 | 091,0      |
| B3    | Donau Straße                                            | Engelhartstetten (B 49)–Stockerau (S 3, S 5, A 22) und Krems an der Donau–Linz | 195,0      |
| B3a   | Melker Straße                                           | Melk–Donaubrücke–Emmersdorf an der Donau | 003,9      |
| B3b   | Donau Straße Abzweigung Kaisermühlen                    | Wien-Donaustadtstraße | 002,8      |
| B3c   | Donau Straße Ortsdurchfahrung Perg                      | Perg-Ost (Kreisverkehr Münzbacher Zubringer)–Perg West (B 3) | 005,5      |
| B3d   | Donau Straße Abzweigung Hirschstetten                   | Wien-Hirschstetten–Groß-Enzersdorf; ehemaliges Projekt, heute als Teil der A 23 geplant |            |
| B4    | Horner Straße                                           | Stockerau (S 3, S 5, A 22)–Maissau (B 35)–Horn–Geras (B 30) | 074,2      |
| B5    | Waidhofener Straße                                      | Allwangspitz–Waidhofen an der Thaya–Heidenreichstein-(128 in Tschechien) | 041,9      |
| B6    | Laaer Straße                                            | Leobendorf (S 1)–Hanfthal (B 45) | 043,0      |
| B7    | Brünner Straße                                          | Wien/Floridsdorf–Großebersdorf (A 5, S 1)–Wolkersdorf im Weinviertel–Poysdorf – ( in Tschechien)                                                                                                  | 066,4      |
| B8    | Angerner Straße                                         | Wien–Gänserndorf–Angern an der March | 039,9      |
| B8a   | Angerner Straße Abzweigung Zwerndorf                    | Weikendorf (B 8)–Zwerndorf (B 49) | 006,2      |
| B9    | Pressburger Straße                                      | Schwechat (S 1, B 10)-( in Slowakei) | 046,9      |
| B10   | Budapester Straße                                       | Wien-Simmering-Anschlussstelle Nickelsdorf (A 4) | 060,0      |
| B11   | Mödlinger Straße                                        | Schwechat–Mödling–Weissenbach an der Triesting | 049,0      |
| B11b  | Mödlinger Straße Einbahnstraße b                        | Mödling (B 11)–Mödling (B 11) | 001,0      |
| B12   | Brunner Straße                                          | Wien–Brunn am Gebirge–Mödling (B 11) | 013,6      |
| B12a  | Brunner Straße Abzweigung Brunn am Gebirge              | Brunn am Gebirge–Wiener Neudorf | 003,0      |
| B12b  | Brunner Straße Abzweigung Altmannsdorf                  | Wien Sagedergasse | 000,7      |
| B13   | Laaber Straße                                           | Brunn am Gebirge–Pressbaum | 017,5      |
| B13a  | Laaber Straße und Liesingtal Straße                     | Wien-Rodaun–Wien-Erlaa | 005,0      |
| B14   | Klosterneuburger Straße                                 | Schwechat/Rannersdorf–Wien-Simmering–Tulln an der Donau | 045,9      |
| B14a  | Klosterneuburger Straße Abzweigung Brigittenauer Brücke | Wien Brigittenauer Brücke | 001,2      |
| B14b  | Klosterneuburger Straße Abzweigung Schwechat            | Wien Alberner Hafenzufahrtsstraße | 001,9      |
| B15   | Mannersdorfer Straße                                    | Leopoldsdorf bei Wien–Mannersdorf am Leithagebirge–Donnerskirchen | 038,0      |
| B15a  | Moosbrunner Straße                                      | Himberg (L 150)–Himberg (B 15/Kreisverkehr Himberg Süd) | 038,0      |
| B16   | Ödenburger Straße                                       | Wien -( in Ungarn) | 060,0      |
| B17   | Wiener Neustädter Straße                                | Wien–Gloggnitz; früher über den Semmering-Pass und Villach bis zur italienischen Staatsgrenze | 073,1      |
| B18   | Hainfelder Straße                                       | Günselsdorf–Traisen | 055,7      |
| B19   | Tullner Straße                                          | Altlengbach–Göllersdorf | 047,0      |
| B19a  | Tullner Straße Abzweigung Donaubrücke Tulln Stadt       | Tulln an der Donau | 000,9      |
| B20   | Mariazeller Straße                                      | St. Pölten–Kapfenberg | 133,9      |
| B21   | Gutensteiner Straße                                     | Wiener Neustadt (B 17)–Mariazell | 102,0      |
| B21a  | Felixdorfer Straße                                      | Felixdorf (Gemeindegrenze)–Wöllersdorf (B 21) | 004,0      |
| B21b  | Gutensteiner Straße Abzweigung Steinfeld                | Theresienfeld/Wiener Neustadt (B 17)–Wiener Neustadt (B 60) | 003,0      |
| B22   | Grestner Straße                                         | Saffen–Gstadt bei Opponitz | 028,6      |
| B23   | Lahnsattel Straße                                       | Mürzzuschlag–Mürzsteg–Terz | 040,9      |
| B24   | Hochschwab Straße                                       | Gußwerk–Wildalpen–Palfau | 050,0      |
| B25   | Erlauftal Straße                                        | Persenbeug–Lainbach | 085,2      |
| B26   | Puchberger Straße                                       | Wiener Neustadt–Puchberg am Schneeberg–Neunkirchen | 046,3      |
| B27   | Höllental Straße                                        | Nöster (B 21)–Schwarzau im Gebirge–Gloggnitz (S 6, B 17) | 038,7      |
| B28   | Puchenstubner Straße                                    | Neubruck (Scheibbs)–Reith | 027,0      |
| B29   | Manker Straße                                           | Ober-Grafendorf–Scheibbs | 041,3      |
| B30   | Thayatal Straße                                         | Guntersdorf–Schrems; früher B 215 | 113,4      |
| B31   | Ybbstal Straße                                          | Waidhofen an der Ybbs–Göstling an der Ybbs | 043,8      |
| B32   | Gföhler Straße                                          | Gföhl (B 37)–Brunn an der Wild (B 2); früher bis Senftenberg zur alten B 37 | 024,9      |
| B33   | Aggsteiner Straße                                       | Melk–Krems an der Donau | 034,7      |
| B33a  | Aggsteiner Straße Abzweigung Donaubrücke Mautern        | Mautern an der Donau–Krems an der Donau | 001,0      |
| B34   | Kamptal Straße                                          | Kollersdorf–Horn; früher von Kollersdorf über Horn bis Rastenfeld | 045,0      |
| B35   | Retzer Straße                                           | Krems an der Donau–Mitterretzbach-(413 in Tschechien) | 061,0      |
| B36   | Zwettler Straße                                         | Persenbeug–Dobersberg; früher von Zwettl nach Persenbeug | 103,0      |
| B37   | Kremser Straße                                          | Traismauer–Rastenfeld; früher von Dobersberg über Senftenberg nach Krems an der Donau, Strecke von Rastenfeld nach Zwettl früher B 218a                                                           | 035,2      |
| B37a  | Kremser Straße Abzweigung Krems                         | Knoten Traismauer (S 33)–Krems an der Donau/Krems-Süd (B 33); früher von Dobersberg über Senftenberg nach Krems an der Donau, Strecke von Rastenfeld nach Zwettl früher B 218a                    | 006,6      |
| B38   | Böhmerwald Straße                                       | Horn–Zwettl–Freistadt–( in Bayern) ursprünglich von Merzenstein nach Karlstift, Teil von Karlstift nach Kollerschlag früher B 128 bzw. B 41, von Merzenstein nach Horn früher B 124 / B 37 / B 34 | 174,8      |
| B38a  | Böhmerwald Straße Abzweigung Horn                       | Horn (B 34)–Horn (B 2, B 38) | 001,0      |
| B39   | Pielachtal Straße                                       | Spratzern–Winterbach | 044,2      |
| B40   | Mistelbacher Straße                                     | Hollabrunn–Dürnkrut (Hochwasserschutzdamm) | 071,0      |
| B41   | Gmünder Straße                                          | Schrems–Karlstift; früher bis Freistadt | 036,9      |
| B42   | Haager Straße                                           | Haag–Wachtberg | 014,4      |
| B43   | Traismauerer Straße                                     | Mitterndorf–Traismauer | 020,2      |
| B44   | Neulengbacher Straße                                    | Purkersdorf–Neulengbach | 023,4      |
| B45   | Pulkautal Straße                                        | Horn–Laa an der Thaya | 063,0      |
| B46   | Staatzer Straße                                         | Schrick–Laa an der Thaya–(415 in Tschechien) | 035,0      |
| B47   | Lundenburger Straße                                     | Wilfersdorf–Reintal-( in Tschechien) | 021,0      |
| B48   | Erdöl Straße                                            | Bullendorf–Hohenau an der March–(1144 in Slowakei) | 021,9      |
| B49   | Bernstein Straße                                        | Bad Deutsch-Altenburg–Reintal | 074,1      |
| B50   | Burgenland Straße                                       | Abzweigung von der B 9 nächst Berg–Parndorf–Eisenstadt–Mattersburg–Oberpullendorf–Oberwart–Hartberg                                                                                               | 145,3      |
| B50a  | Wolfsthaler Straße                                      | Wolfsthal–Kittsee | 006,3      |
| B50b  | Burgenland Straße Eisenstädter Ast                      | Eisenstadt (B 50)–Eisenstadt (S 31) | 000,2      |
| B50c  | Burgenland Straße Mattersburger Ast                     | Mattersburg (B 50)–Mattersburg (S 4) | 000,1      |
| B51   | Neusiedler Straße                                       | Neusiedl am See–Pamhagen–(8531 in Ungarn) | 037,2      |
| B52   | Ruster Straße                                           | Eisenstadt–Mörbisch | 019,6      |
| B53   | Pöttschinger Straße                                     | Wiener Neustadt–Zemendorf, früher S 4 | 017,8      |
| B54   | Wechsel Straße                                          | Wiener Neustadt–Aspang–Wechselpass–Hartberg–Gleisdorf–Ludersdorf-Wilfersdorf | 111,3      |
| B55   | Kirchschlager Straße                                    | Grimmenstein–Rattersdorf | 047,0      |
| B56   | Geschriebenstein Straße                                 | Lockenhaus–Güssing | 064,5      |
| B56a  | Zubringer zum Grenzübergang Heiligenbrunn               | Heiligenbrunn–(8708 in Ungarn) | 001,4      |
| B57   | Güssinger Straße                                        | Oberwart–Güssing–Jennersdorf–Feldbach | 074,1      |
| B57a  | Stegersbacher Straße                                    | Stegersbach–Rudersdorf | 016,6      |
| B57b  | Stegersbacher Ast                                       | Stegersbach–Stegersbach | 000,2      |
| B58   | Doiber Straße                                           | Doiber–Bonisdorf–( in Slowenien) | 011,8      |
| B59   | Eisenstädter Straße                                     | Großhöflein–Eisenstadt | 005,2      |
| B60   | Leitha Straße                                           | Wiener Neustadt–Fischamend | 045,0      |
| B61   | Günser Straße                                           | Oberpullendorf (B 50)–Unterpullendorf–Rattersdorf (B 55) | 012,9      |
| B61a  | Pullendorfer Straße                                     | Steinberg-Dörfl (S 31, B 50)–Mannersdorf an der Rabnitz ( in Ungarn) | 010,9      |
| B62   | Deutschkreutzer Straße                                  | Weppersdorf (S 31)–Horitschon–(862 in Ungarn) | 019,6      |
| B63   | Steinamangerer Straße                                   | Pinggau–Oberwart–( in Ungarn) | 043,6      |
| B63a  | Oberwarter Straße                                       | Oberwart (Umfahrung) | 005,7      |
| B64   | Rechberg Straße                                         | Gleisdorf–Weiz–Frohnleiten | 050,5      |
| B65   | Gleisdorfer Straße                                      | Graz–Gleisdorf–Ilz–Fürstenfeld–( in Ungarn) | 042,9      |
| B66   | Gleichenberger Straße                                   | Ilz–Feldbach–Halbenrain | 042,9      |
| B67   | Grazer Straße                                           | Bruck an der Mur–Spielfeld–(437 in Slowenien) | 064,0      |
| B67a  | Grazer Ring Straße                                      | Graz Andritz–Webling (Graz) | 014,5      |
| B67b  | Kalvariengürtel Straße                                  | Graz Kalvariengürtel–Graz Grabengürtel; "Nordspange" | 003,0      |
| B67c  | Waltendorfer Straße                                     | Graz Karlauer Gürtel–Graz Waltendorf | 003,0      |
| B68   | Feldbacher Straße                                       | Gleisdorf–Feldbach | 023,1      |
| B69   | Südsteirische Grenz Straße                              | Lavamünd–Bad Radkersburg–( in Slowenien) | 107,6      |
| B70   | Packer Straße                                           | Graz–Klagenfurt am Wörthersee | 157,7      |
| B70a  | Packer Straße Abzweigung Wolfsberg/Süd                  | Wolfsberg | 001,2      |
| B70b  | Packer Straße Abzweigung Wolfsberg/Nord                 | Wolfsberg | 000,8      |
| B71   | Zellerrain Straße                                       | Grubberg–Mariazell | 030,5      |
| B72   | Weizer Straße                                           | Graz–Weiz–Krieglach | 088,0      |
| B73   | Kirchbacher Straße                                      | Liebenau (A 2)–Hausmannstätten–Kirchbach in Steiermark–Neugralla (B 67) | 044,4      |
| B74   | Sulmtal Straße                                          | Anschlussstelle Leibnitz (A 9) bei Gralla–Deutschlandsberg (B 76) | 032,9      |
| B75   | Glattjoch Straße                                        | Neuhaus (B 145, B 320)–Glattjoch–Oberwölz–Niederwölz (B 96) | 034,1      |
| B76   | Radlpass Straße                                         | Lieboch (B 70)–( in Slowenien) | 049,3      |
| B77   | Gaberl Straße                                           | Judenburg (S 36)–Weißkirchen in Steiermark–Gaberl–Köflach (B 70) | 049,9      |
| B78   | Obdacher Straße                                         | Twimberg (Packer Straße)–Bad St. Leonhard im Lavanttal–Zeltweg | 040,7      |
| B79   | Voitsberg-Köflacher Straße                              | geplant, aber nie gebaut; bis 1972 wurde die St. Pauler Straße als B 79 bezeichnet |            |
| B80   | Lavamünder Straße                                       | Ruden–Lavamünd–( in Slowenien) | 032,5      |
| B80a  | Lippitzbacher Straße                                    | Griffen (B 70)–Bleiburg–( in Slowenien) | 020,0      |
| B81   | Bleiburger Straße                                       | Sittersdorf (B 82)–Bleiburg–Lavamünd (B 80) | 033,9      |
| B82   | Seeberg Straße                                          | Sankt Veit an der Glan (S 37)–Brückl–Völkermarkt–Bad Eisenkappel–( in Slowenien) | 064,9      |
| B83   | Kärntner Straße                                         | Klagenfurt am Wörthersee (A 2, S 37)–Pörtschach–Villach–(SS 13 in Italien) | 069,2      |
| B84   | Faakersee Straße                                        | Villach (B 83)–Ledenitzen (B 85) | 013,4      |
| B85   | Rosental Straße                                         | Fürnitz (B 83)–Ledenitzen–Feistritz im Rosental–Ferlach–Miklauzhof (B 82) | 069,7      |
| B86   | Villacher Straße                                        | Villach (Untere Fellach) (B 100)–Villach (Auen) (B 83) | 006,5      |
| B87   | Weißensee Straße                                        | Greifenburg (B 100)–Weißbriach–Hermagor (B 111) | 026,7      |
| B88   | Kleinkirchheimer Straße                                 | Radenthein (B 98)–Bad Kleinkirchheim–Patergassen (B 95) | 013,7      |
| B89   | Fürstenfelder Straße                                    | Riegersdorf–Heiligenkreuz im Lafnitztal, heute B 319 bzw. B 65 |            |
| B90   | Nassfeld Straße                                         | Tröpolach (B 111)–( in Italien) | 012,8      |
| B91   | Loiblpass Straße                                        | Klagenfurt am Wörthersee–Loibltunnel ( in Slowenien) | 024,5      |
| B92   | Görtschitztal Straße                                    | Klagenfurt am Wörthersee–Neumarkt in Steiermark | 062,5      |
| B93   | Gurktal Straße                                          | Zwischenwässern–Feldkirchen in Kärnten | 043,0      |
| B94   | Ossiacher Straße                                        | Frauenstein–Villach | 052,1      |
| B95   | Turracher Straße                                        | Klagenfurt am Wörthersee (B 83)–Feldkirchen in Kärnten–Patergassen–Turracher Höhe–Predlitz–Tamsweg–Mauterndorf (B 99)                                                                             | 099,4      |
| B96   | Murtal Straße                                           | Scheifling–Unterweißburg | 070,5      |
| B97   | Murauer Straße                                          | Murau–Predlitz | 021,0      |
| B98   | Millstätter Straße                                      | Seebach–Treffen am Ossiacher See | 043,3      |
| B99   | Katschberg Straße                                       | Bischofshofen–Spittal an der Drau; früher ab Radstadt | 114,0      |
| B100  | Drautal Straße                                          | Villach–( in Italien) | 135,6      |
| B105  | Mallnitzer Straße                                       | Obervellach–Mallnitz/Bahnhof | 007,9      |
| B106  | Mölltal Straße                                          | Möllbrücke–Winklern | 050,8      |
| B107  | Großglockner Straße                                     | Heiligenblut am Großglockner–Dölsach | 034,8      |
| B107a | Großglockner Straße Abzweigung Lienz                    | Dölsach–Dölsach | 001,8      |
| B108  | Felbertauern Straße                                     | Mittersill–Matrei in Osttirol–Lienz | 027,4      |
| B109  | Wurzenpass Straße                                       | Hart–Wurzenpass (201 in Slowenien) | 007,5      |
| B110  | Plöckenpass Straße                                      | Oberdrauburg–Plöckenpass ( in Italien) | 027,4      |
| B111  | Gailtal Straße                                          | Arnoldstein–Strassen | 111,0      |
| B112  | Gesäuse Straße                                          | Hieflau–Liezen; früher bis Bischofshofen, seit 1. April 1986 als B 146 bezeichnet |            |
| B113  | Schoberpass Straße                                      | Sankt Michael in Obersteiermark–Liezen | 071,0      |
| B114  | Triebener Straße                                        | Trieben–Furth/Sankt Peter ob Judenburg | 044,5      |
| B114a | Triebener Straße Abzweigung Pöls                        | Pöls–Sankt Georgen ob Judenburg |            |
| B115  | Eisen Straße                                            | Steyr–Traboch | 123,5      |
| B115a | Donawitzer Straße                                       | Trofaiach–Leoben | 008,0      |
| B116  | Leobener Straße                                         | Sankt Marein im Mürztal–Sankt Michael in Obersteiermark | 037,2      |
| B117  | Buchauer Straße                                         | Altenmarkt bei Sankt Gallen–Admont | 024,0      |
| B119  | Greiner Straße                                          | Oiden (Gemeinde Amstetten) (Gemeinde Amstetten) (B 119a, L 6139)–Weitra | 082,0      |
| B119a | Greiner Straße Abzweigung Oiden                         | Anschlussstelle Amstetten West (A 1, B 1)–Oiden (B 119, L 6139) | 000,4      |
| B120  | Scharnsteiner Straße                                    | Gmunden–Inzersdorf im Kremstal | 032,0      |
| B121  | Weyerer Straße                                          | Amstetten–Weyer | 042,0      |
| B121a | Weyerer Straße Abzweigung Amstetten                     | Amstetten |            |
| B122  | Voralpen Straße                                         | Weißes Kreuz (B 121)–Sattledt | 064,5      |
| B122a | Voralpen Straße Abzweigung Steyr                        | Steyr–Münichholz |            |
| B123  | Mauthausener Straße                                     | Ennsdorf–Mauthausen-Pregarten | 019,5      |
| B123a | St. Valentiner Straße                                   | Pyburg (B 123a)–Pyburg (B 123) | 001,0      |
| B124  | Königswiesener Straße                                   | Unterweitersdorf–Merzenstein | 066,0      |
| B125  | Prager Straße                                           | Linz–Freistadt | 038,3      |
| B126  | Leonfeldener Straße                                     | Linz–Weigetschlag–(161 in Tschechien) | 034,0      |
| B127  | Rohrbacher Straße                                       | Linz–Aigen im Mühlkreis | 051,0      |
| B127a | Rohrbacher Straße Abzweigung St. Margarethen            | Linz Urfahr-Linz (B 129); geplante vierte Donaubrücke | 051,0      |
| B128  | Sternwald Straße                                        | Freistadt–Kollerschlag–( in Bayern) am 1. April 1983 mit der Böhmerwald Straße zusammengelegt | 073,0      |
| B129  | Eferdinger Straße                                       | Linz–Taufkirchen an der Pram | 068,0      |
| B130  | Nibelungen Straße                                       | Eferding–(St 2125 in Bayern) | 052,0      |
| B131  | Aschacher Straße                                        | Ottensheim–Aschach an der Donau | 014,5      |
| B132  | Mühllackener Straße                                     | Mühllacken–Lacken | 005,5      |
| B133  | Theninger Straße                                        | Hörsching-Neubau–Alkoven | 011,0      |
| B134  | Wallerner Straße                                        | Eferding–Pichl bei Wels | 015,0      |
| B135  | Gallspacher Straße                                      | Grieskirchen–Roitham am Traunfall | 031,9      |
| B136  | Sauwald Straße                                          | Schärding–Engelhartszell | 031,0      |
| B137  | Innviertler Straße                                      | Wels–Schärding–( in Bayern) | 061,0      |
| B137a | Innviertler Straße Privatstraße des Bundes              | (B 137)–(B 149) |            |
| B138  | Pyhrnpass Straße                                        | Wels–Liezen | 091,5      |
| B139  | Kremstal Straße                                         | Linz–Rohr im Kremstal | 032,1      |
| B139a | Kremstal Straße Umfahrung Traun                         | Traun (Kreuzung B 1 / B 139–L 1390) | 034,0      |
| B140  | Steyrtal Straße                                         | Sierning–Klaus an der Pyhrnbahn | 025,0      |
| B141  | Rieder Straße                                           | Stritzing–Altheim | 046,5      |
| B141a | Rieder Straße Abzweigung Walchshausen                   | Ried im Innkreis–Walchshausen |            |
| B142  | Mauerkirchener Straße                                   | Uttendorf–Harterding | 012,0      |
| B143  | Hausruck Straße                                         | Ort im Innkreis–Vöcklabruck | 048,2      |
| B144  | Gmundener Straße                                        | Lambach–Gmunden | 024,0      |
| B145  | Salzkammergutstraße                                     | Vöcklabruck–Neuhaus (Gemeinde Stainach-Pürgg) | 098,0      |
| B146  | Gesäuse Straße                                          | Liezen–Hieflau | 051,0      |
| B147  | Braunauer Straße                                        | Straßwalchen–Braunau am Inn; früher B 157 | 043,5      |
| B148  | Altheimer Straße                                        | Ort im Innkreis–Braunau am Inn | 036,6      |
| B149  | Subener Straße                                          | St. Florian am Inn–St. Marienkirchen bei Schärding | 007,4      |
| B150  | Salzburger Straße                                       | Salzburg-Nord–Salzburg-Süd; früher teilweise B 341 | 013,0      |
| B151  | Attersee Straße                                         | Timelkam–Mondsee | 039,5      |
| B152  | Seeleiten Straße                                        | Seewalchen am Attersee–Unterach am Attersee | 024,0      |
| B153  | Weißenbacher Straße                                     | Weißenbach am Attersee–Mitterweißenbach | 013,5      |
| B154  | Mondsee Straße                                          | Straßwalchen–Sankt Gilgen | 033,0      |
| B155  | Münchener Straße                                        | Salzburg-Lehen–( in Bayern) | 003,8      |
| B156  | Lamprechtshausener Straße                               | Salzburg-Nord–Braunau am Inn | 054,5      |
| B156a | Lamprechtshausener Straße Abzweigung Oberndorf          | Oberndorf bei Salzburg–(St 2103 in Bayern) |            |
| B157  | Braunauer Straße                                        | siehe B 147 |            |
| B158  | Wolfgangsee Straße                                      | Salzburg–Bad Ischl | 050,9      |
| B159  | Salzachtal Straße                                       | Anif–Bischofshofen; früher über Mittersill bis St. Johann in Tirol | 046,8      |
| B160  | Berchtesgadener Straße                                  | Anif–Hangendenstein ( in Bayern); früher B 159a | 003,0      |
| B161  | Pass Thurn Straße                                       | Mittersill–St. Johann in Tirol; früher B 159 bzw. B 343 | 035,5      |
| B162  | Lammertal Straße                                        | Golling an der Salzach–Abtenau-Lindenthal | 019,0      |
| B163  | Wagrainer Straße                                        | Altenmarkt im Pongau–St. Johann im Pongau | 022,5      |
| B164  | Hochkönig Straße                                        | Bischofshofen–St. Johann in Tirol | 075,0      |
| B165  | Gerlos Straße                                           | Mittersill–Zell am Ziller; früher Teil der B 169 | 061,0      |
| B166  | Pass Gschütt Straße                                     | Niedernfritz–Bad Goisern | 048,0      |
| B167  | Gasteiner Straße                                        | Lend–Bad Gastein–Böckstein | 027,1      |
| B168  | Mittersiller Straße                                     | Zell am See–Mittersill; früher Teil der B 159 | 021,5      |
| B169  | Zillertalstraße                                         | Strass im Zillertal–Finkenberg/Dornauberg | 039,5      |
| B170  | Brixentalstraße                                         | Luech–Kitzbühel | 025,2      |
| B171  | Tiroler Straße                                          | (St 2089 in Bayern)–Flirsch/Pardöll; früher ab Wörgl Teil der B 1; Strecke Staatsgrenze–Wörgl früher B 172; das Teilstück Landeck bis Flirsch/Pardöll war früher B 316                            | 166,3      |
| B171a | Tiroler Straße Abzweigung Hall in Tirol                 | Hall in Tirol–Ampass | 001,5      |
| B171b | Tiroler Straße Abzweigung Völs                          | Innsbruck-Kranebitten–Völs | 001,3      |
| B172  | Walchseestraße                                          | (St 2093 in Bayern)–(St 2364 in Bayern) früher B 171 | 022,2      |
| B173  | Eibergstraße                                            | Kufstein–Söll | 009,9      |
| B174  | Innsbrucker Straße                                      | Anschlussstelle Innsbruck Ost–Höttinger Au | 005,2      |
| B175  | Wildbichler Straße                                      | Kufstein–(St 2093 in Bayern) | 015,8      |
| B176  | Kössener Straße                                         | St. Johann in Tirol–( in Bayern) früher B 171b | 021,5      |
| B177  | Seefelder Straße                                        | Zirl–( in Bayern) früher B 185, später B 313 | 020,4      |
| B178  | Loferer Straße                                          | Wörgl–( in Bayern) früher Teil der B 1, später B 312 | 064,4      |
| B179  | Fernpassstraße                                          | Nassereith (B 189)–( in Bayern) früher Teil der B 189, später B 314 | 049,4      |
| B180  | Reschenstraße                                           | Zams–( in Italien) früher B 187, später B 315 | 039,1      |
| B181  | Achenseestraße                                          | Strass im Zillertal–( in Bayern) | 033,5      |
| B182  | Brennerstraße                                           | Innsbruck–( in Italien) | 036,6      |
| B183  | Stubaitalstraße                                         | Schönberg im Stubaital–Neustift im Stubaital | 013,0      |
| B184  | Engadiner Straße                                        | Pfunds–( in der Schweiz) früher B 187a | 002,7      |
| B185  | Martinsbrucker Straße                                   | Nauders–( in der Schweiz) früher B 187b | 007,6      |
| B186  | Ötztalstraße                                            | Haiming–Untergurgl | 048,4      |
| B187  | Ehrwalder Straße                                        | Lermoos–( in Bayern) früher B 190 | 011,6      |
| B188  | Silvrettastraße                                         | Bludenz–Pians | 085,8      |
| B189  | Mieminger Straße                                        | Telfs–Nassereith–Imst; Strecke Nassereith–Imst früher B 197 | 035,4      |
| B190  | Vorarlberger Straße                                     | Bludenz Ost–Unterhochsteg–( in Bayern) früher Teil der B 1 | 063,2      |
| B191  | Liechtensteiner Straße                                  | Frastanz–Feldkirch–Tisis–( in Liechtenstein) früher B 1b | 003,2      |
| B192  | Gargellener Straße                                      | St. Gallenkirch–Gargellen | 010,0      |
| B193  | Faschina Straße                                         | Bludenz–Au | 038,6      |
| B197  | Arlbergstraße                                           | St. Anton am Arlberg–Langen am Arlberg; früher Teil der B 1 | 020,2      |
| B198  | Lechtalstraße                                           | Alpe Rauz–Reutte | 076,9      |
| B199  | Tannheimer Straße                                       | Weißenbach am Lech–Schattwald–( in Bayern) | 022,6      |
| B200  | Bregenzerwaldstraße                                     | Dornbirn–Warth | 063,5      |
| B201  | Kleinwalsertalstraße                                    | ( in Bayern)–Mittelberg–Baad | 013,1      |
| B202  | Schweizer Straße                                        | Bregenz–Höchst–( in der Schweiz) | 010,5      |
| B203  | Rheinstraße                                             | Götzis–Hard | 016,8      |
| B204  | Lustenauer Straße                                       | Dornbirn–Lustenau–(435 in der Schweiz) | 006,8      |
| B205  | Hittisauer Straße                                       | Müselbach–(St 2005 in Bayern) | 016,4      |
| B208  | Eibesbrunner Straße                                     | früheres Projekt |            |
| B209  | Pöchlarner Straße                                       | Pöchlarn–Donaubrücke–Klein-Pöchlarn | 002,0      |
| B210  | Badener Straße                                          | Alland–Ebreichsdorf; früher B 305 | 032,0      |
| B211  | Rohrauer Straße                                         | Bruck an der Leitha–Petronell | 013,5      |
| B212  | Bad Vöslauer Straße                                     | Guntramsdorf–Berndorf | 023,0      |
| B213  | Tullnerfeld Straße                                      | Tulln an der Donau–Ried am Riederberg | 008,0      |
| B214  | Hohenberger Straße                                      | Freiland (Gemeinde Türnitz)–Walkmühle | 014,0      |
| B214a | Hohenberger Straße Abzweigung Umfahrung Hohenbergtunnel | Walkmühle (B 214)–Umfahrung Hohenbergtunnel (B 21) | 000,2      |
| B215  | St. Leonharder Straße                                   | Mank–Matzleinsdorf | 018,0      |
| B216  | Weitental Straße                                        | Weitenegg (B 3)–Würnsdorf (B 36) | 019,0      |
| B217  | Ottenschlager Straße                                    | Spitz an der Donau–Ottenschlag | 022,0      |
| B218  | Langenloiser Straße                                     | Krems an der Donau–Langenlois | 007,0      |
| B219  | Poysdorfer Straße                                       | Staatz–Poysdorf | 011,0      |
| B220  | Gänserndorfer Straße                                    | Gänserndorf–Kollnbrunn | 018,1      |
| B221  | Wiener Gürtel Straße                                    | Wien-Döbling–Wien-Erdberg | 013,1      |
| B222  | Wiener Vororte Straße                                   | Wien-Brigittenau–Wien-Penzing; heute Gemeindestraße |            |
| B223  | Flötzersteig Straße                                     | Wien-Lerchenfelder Gürtel–Wien-Hütteldorf | 004,8      |
| B224  | Altmannsdorfer Straße                                   | Wien-Neu-Erlaa–Wien-Schönbrunn | 005,7      |
| B225  | Wienerberg Straße                                       | Wien-Meidling–Wien-Simmering | 012,8      |
| B226  | Floridsdorfer Straße                                    | Wien-Brigittenau–Wien-Floridsdorf | 004,4      |
| B227  | Donaukanal Straße                                       | Wien-Heiligenstadt–Wien-Erdberg | 008,0      |
| B228  | Simmeringer Straße                                      | Wien-Erdberg–Wien-Simmering | 008,4      |
| B229  | Groß Jedlersdorfer Straße                               | Wien-Großjedlersdorf–Wien-Leopoldau-Rautenweg (S 2) | 005,9      |
| B230  | Laxenburger Straße                                      | Wien-Südtiroler Platz–Vösendorf (S 1) | 006,5      |
| B232  | Donaufeld Straße                                        | Wien-Donaufeld–Wien-Stammersdorf; Projekt |            |
| B233  | Himberger Straße                                        | Himberg (B 15)–Anschlussstelle Schwechat Süd (S 1/L 2003a) | 005,0      |
| B301  | Wiener Südrand Straße                                   | heute S 1 |            |
| B302  | Wiener Nordrand Straße                                  | heute S 2 |            |
| B303  | Weinviertler Straße                                     | Hollabrunn-Süd (S 3)–( in Tschechien) früher Bezeichnung für heutige B 2 | 025,8      |
| B304  | Stockerauer Straße                                      | heute S 5 |            |
| B305  | Wiener Nordostrand Straße                               | Korneuburg (A 22/B 3)–Anschlussstelle Korneuburg West/Leobendorf Kreisverkehr (L 31); bis 1999 als B 208 bezeichnet                                                                               | 001,5      |
| B306  | Semmering Ersatzstraße                                  | durch S 6 ersetzt |            |
| B307  | Parndorfer Straße                                       | heute A 6 |            |
| B308  | Ennstal Ersatzstraße                                    | heute B 320 |            |
| B309  | Steyrer Straße                                          | Enns–Steyr | 017,0      |
| B309a | Ennser Straße                                           | Enns (A 1–B 1) | 001,0      |
| B310  | Mühlviertler Straße                                     | Freistadt–Wullowitz–( in Tschechien) | 015,0      |
| B311  | Pinzgauer Straße                                        | Bischofshofen–Lofer | 094,0      |
| B312  | Loferer Straße                                          | heute B 178 |            |
| B313  | Seefelder Straße                                        | heute B 177 |            |
| B314  | Fernpassstraße                                          | heute B 179 |            |
| B315  | Reschenstraße                                           | heute B 180 |            |
| B316  | Arlberg Ersatzstraße                                    | durch S 16 ersetzt, die B 171 wurde mit den verbliebenen Abschnitt bis Flirsch/Pardöll verlängert.                                                                                                |            |
| B317  | Friesacher Straße                                       | Judenburg–Sankt Veit an der Glan (S 37, B 82) | 088,0      |
| B318  | Himberger Straße                                        | ehemaliges Projekt, heute L 2003 – Umfahrung Zwölfaxing |            |
| B319  | Fürstenfelder Straße                                    | Riegersdorf–Rudersdorf | 028,5      |
| B320  | Ennstal Straße                                          | Altenmarkt im Pongau–Selzthal, früher Teil der B 112, später B 146 bzw. B 308 | 078,8      |
| B331  | Burgenland Ersatzstraße                                 | heute S 31 bzw. B 50 |            |
| B332  | Ödenburger Ersatzstraße                                 | früher Ersatzstraße für geplante S 32, heute Projekt A 3-Verlängerung |            |
| B333  | Kremser Ersatzstraße                                    | durch S 33 ersetzt |            |
| B334  | Traisental Straße                                       | bis 2016: Knoten St. Pölten (A 1, S 33)–Wilhelmsburg (B 20) |            |
| B335  | Brucker Ersatzstraße                                    | durch S 35 ersetzt |            |
| B336  | Murtal Ersatzstraße                                     | durch S 36 ersetzt |            |
| B337  | Steyrer Ersatzstraße                                    | früher Ersatzstraße für geplante S 37, heute B 309 |            |
| B341  | Salzburger Ersatzstraße                                 | früher Ersatzstraße für geplante S 41, heute B 150 |            |
| B342  | Pass Thurn Ersatzstraße                                 | früher Ersatzstraße für geplante S 42, heute B 161 |            |